# Anne Morelli
Anne Morelli (1948), también conocida como Anne Mettewie-Morelli, es una historiadora belga de orígenes italianos, especializada en la historia de las religiones y las minorías. Actualmente trabaja como asistente del director del centro interdisciplinario de estudios de la religión y el secularismo, el Centre interdisciplinaire d'études des religions et de la laicité, de la Universidad Libre de Bruselas (ULB), donde también es profesora.

## Carrera
Dirigió la edición del libro Les grans mythes de l'histoire de Belgique, de Flandre et de Wallonie (en español: Los grandes mitos de la historia de Bélgica, Flandes y Valonia), en el que participaron nuevos historiadores de la historia de Bélgica con el objetivo de deconstruir los mitos nacionalismo belga, como por ejemplo aquellos elaborados por la historiografía oficial para la construcción de la nación belga.

## Filosofía
Morelli se ha declarado atea y se considera parte de la extrema izquierda.
Es conocida por sus opiniones sobre los cultos y los nuevos movimientos religiosos. Como otros sociólogos e historiadores, cree que las iglesias se diferencias de los cultos en su relación de poder, y que son «instituciones totalitarias», de la misma manera que las prisiones, los hospitales, los barracones, las pesiones y algunas compañías.
En 2005, durante la 36.º conferencia anual de la International Association of Labour History Institutions en Gante, declaró en la sesión de antiglobalización que ningún movimiente ha conseguido nunca un cambio sin usar la violencia. Morelli fue parte de un grupo que recibió gratamente a Pierre Carette después de que fuese puesto en libertad tras 17 años en prisión, una reclusión más larga de lo normal en Bélgica; Carrete, fue el principal líder del grupo terrorista Cellules communistes combattantes (en español: Células de combate comunistas), activo entre 1984 y 1985.
Morelli también ha resumido y sistematizado los contenido del activista y escritor clásico Arthur Ponsonby en su obra Principes élémentaires de propagande de guerre.

1. Nous ne voulons pas la guerre.
2. Le camp adverse est seul responsable de la guerre
3. L'ennemi a le visage du diable.
4. Les buts réels de la guerre doivent être masqués sous de nobles causes.
5. L'ennemi provoque sciemment des atrocités, nous commettons des bavures involontaires.
6. Nous subissons très peu de pertes, les pertes de l'ennemi sont énormes.
7. Notre cause a un caractère sacré.
8. Les artistes et intellectuels soutiennent notre cause
9. L'ennemi utilise des armes non autorisées.
10. Ceux qui mettent en doute notre propagande sont des traîtres.

# No queremos la guerra.
1. La otra parte es el único culpable de la guerra.
2. El enemigo es la cara del diablo.
3. Defendemos una causa noble, no nuestro propio interés.
4. El enemigo comete crueldades sistemáticamente, nuestros percances son menores.
5. El enemigo utiliza armas prohibidas.
6. Sufrimos pequeñas perdidas, pero las del enemigo son enormes.
7. Los artistas e intelectuales apoyan nuestra causa.
8. Nuestra causa es sagrada.
9. Todos aquellos que duden de nuestra propaganda son traidores.

Anne Morelli